# Max Moraga
Max Moraga (* 21. Juni 2006) ist ein chilenischer Leichtathlet der sich auf den Zehnkampf spezialisiert hat.

## Sportliche Laufbahn
Erste internationale Erfahrungen sammelte Max Moraga im Jahr 2025, als er bei den Südamerikameisterschaften in Mar del Plata mit 5864 Punkten den sechsten Platz im Zehnkampf belegte.
2025 wurde Moraga chilenischer Meister im Zehnkampf.